# Klarskinn
Klarskinn är torkad fiskhud som förr användes vid kokning av kaffe.
Förr tillredde de flesta kaffe genom att koka vatten och grovt malda kaffebönor en stund. Många tillsatte klarskinn. Proteiner frigjordes från klarskinnet och förenades med grumligheterna som sedan föll till bottnen tillsammans med kaffesumpen. På så sätt fick man ett klarare kaffe.
Samma men modernare tillämpning används vid klarning av hemmagjort vin med gelatin.